# Anemone (film)
Anemone är en amerikansk dramafilm som har premiär i USA den 3 oktober 2025. Den är regisserad av Ronan Day-Lewis som även skrivit filmens manus tillsammans med sin far Daniel Day-Lewis.

## Handling
Familjeband mellan fäder, söner och bröder utforskas genom personliga resor och generationskonflikter.

## Rollista (i urval)
- Daniel Day-Lewis
- Sean Bean
- Samantha Morton
- Samuel Bottomley
- Safia Oakley-Green